# 黎汝清
黎汝清（1928年—2015年2月25日），男，山东博兴人，中国小说家。代表作有长篇小说《万山红遍》、《皖南事变》，中篇小说《海岛女民兵》。